# 少女時代和危險少年
《少女時代和危險少年》（韓語：소녀시대와 위험한 소년들）是一部由韓國女子團體少女時代主持的綜藝節目，由JTBC於2011至2012年製作並播放。

## 節目背景
在2011年11月22日，JTBC宣佈少女時代將主持一部週末綜藝節目，名為《少女時代和危險少年》，她們會化身為導師指引一些青少年走回正路。五位來自全國五個地方的危險少年會住在一個合宿宿舍裡，從中學習尋找自己的夢想，並嘗試改變自己的壞習慣（如吸煙、打架等）。
JTBC指即使少女時代正忙碌地宣傳她們的正規三輯《The Boys》，但她們仍願意接受挑戰，初次擔任導師。少女時代成員們希望透過此節目讓支持者們看到她們的另一面。
2011年12月8日，一段短暫的幕後花絮播出後，少女時代的支持者對偶像即使只是出演綜藝節目仍抱有正面認真的態度感到驚訝。少女時代不只努力地幫助少年們，同時亦努力地讓整個過程變得愉快而不是沉悶嚴肅。
《少女時代和危險少年》在2011年12月18日晚上七時半首播。

## 危險少年
| 名字              | 年紀 | 級別     | 城市         | 負責導師                      |
| ----------------- | ---- | -------- | ------------ | ----------------------------- |
| 黃勇賢 （황용현） | 19歲 | 高二     | 首爾         | 孝淵、潤娥                    |
| 朴景奎 （박경규） | 18歲 | 高一輟學 | 釜山         | 蒂芬妮、秀英                  |
| 金承煥 （김성환） | 18歲 | 高二     | 京畿道安陽   | 珊妮、孝淵（第8集起）         |
| 金輝勳 （김회훈） | 17歲 | 高一     | 慶尚南道居昌 | 徐玄、太妍                    |
| 具志秀 （구지수） | 18歲 | 高二     | 光州         | 潔西卡、俞利、潤娥（第8集起） |

## 外部連結
- 소녀시대와 위험한 소년들 - JTBC官方網站 